# Akesó
Akesó (řecky: Ἀκεσώ) je řecká bohyně hojení nemocí. Je dcerou boha Asklépia a bohyně Epione, sestrou Iasó, Hygieie, Panakeie a Aiglé.